# Tatra kolem světa

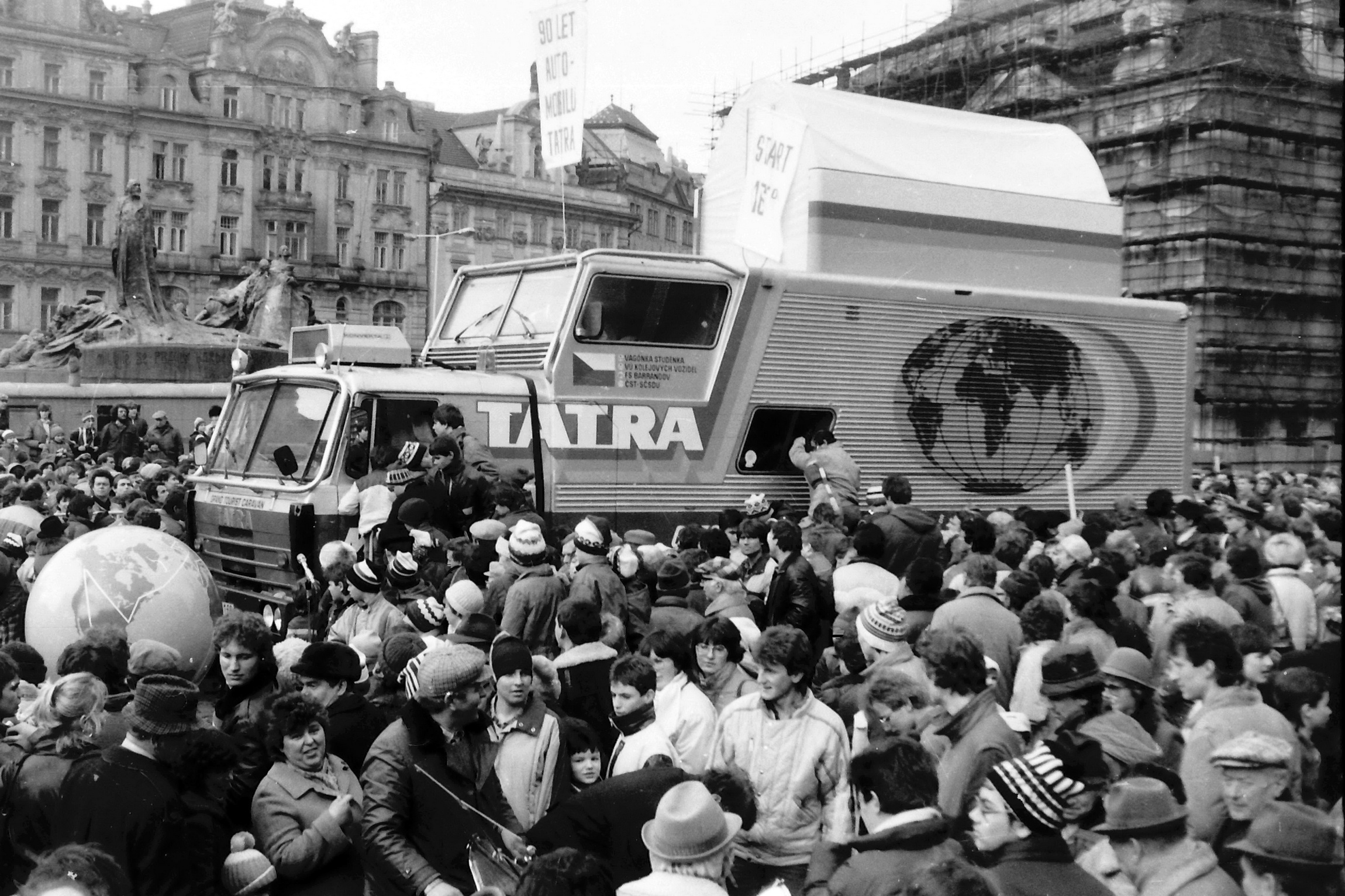
Slavnostní odjezd expedice ze Staroměstského náměstí v Praze (18. 3. 1987)

Tatra kolem světa byla expedice pětičlenné posádky československých občanů, kteří se speciálním nákladním automobilem Tatra 815 GTC projeli 67 států světa za účelem propagace automobilů Tatra a dalších československých výrobků, natočení původního poznávacího televizního seriálu a dvou celovečerních filmů o putování světem. Expedice se na cestu vydala 18. března 1987 z pražského Staroměstského náměstí, po ujetí cca 140 000 km se na totéž místo vrátila 4. května 1990.
Automobil Tatra 815 GTC je od dubna 2021 součástí sbírek Muzea nákladních automobilů Tatra v Kopřivnici, kam byl přestěhován z Technického muzea Tatra rovněž v Kopřivnici.

## Historie
Iniciátorem výpravy byl kameraman Jiří Stöhr, účastník studentské Expedice Lambaréné s T 138, který ve spolupráci s vedením Tatry Kopřivnice připravoval výpravu celé tři roky. Dalšími členy výpravy se stali jaderný fyzik Stanislav Synek (tlumočník výpravy, zvukař), publicista Petr Bárta (propagace, klapka),  geolog Dr. František Jeniš (pilot motorového rogala), technik Dalibor Petr (řidič, kuchař) a mistr zkušebny motorů podniku Tatra Karel Valchař (druhý řidič). V Číně se k výpravě připojil i Ing. Aleš Novák, v té době vedoucí zkušebny motorů Tatra.    
Výprava vyrazila 18. března 1987 a vrátila se za 37 měsíců v dubnu 1990. Expedice vedla přes šest kontinentů a měřila 139 860 km. V Guatemale byla celá posádka uvězněna, propuštěni byli až po několika dnech, z vozu byla zabavena část nashromážděného materiálu. V roce 1989 při sjíždění řeky Hunza v Pákistánu tragicky zahynul František Jeniš, poté co se s ním a A. Novákem převrátil člun.
Výprava se domů vrátila brzy po sametové revoluci a o její výsledky nebyl tehdy velký zájem. Navázané obchodní kontakty ztratily smysl a členové byli i doma některými podezříváni z vyzvědačství. Výsledky cesty nebyly uveřejněny v plánovaném rozsahu. Sešlo ze sestavení 56dílného seriálu z natočeného materiálu a k divákům se nedostal ani dvoudílný celovečerní dokument. Zájemci tak mohou čerpat pouze z otištěného seriálu reportáží v tehdejším "armádním" čtrnáctideníku Zápisník a vydané knižní podoby.

## Použitá technika

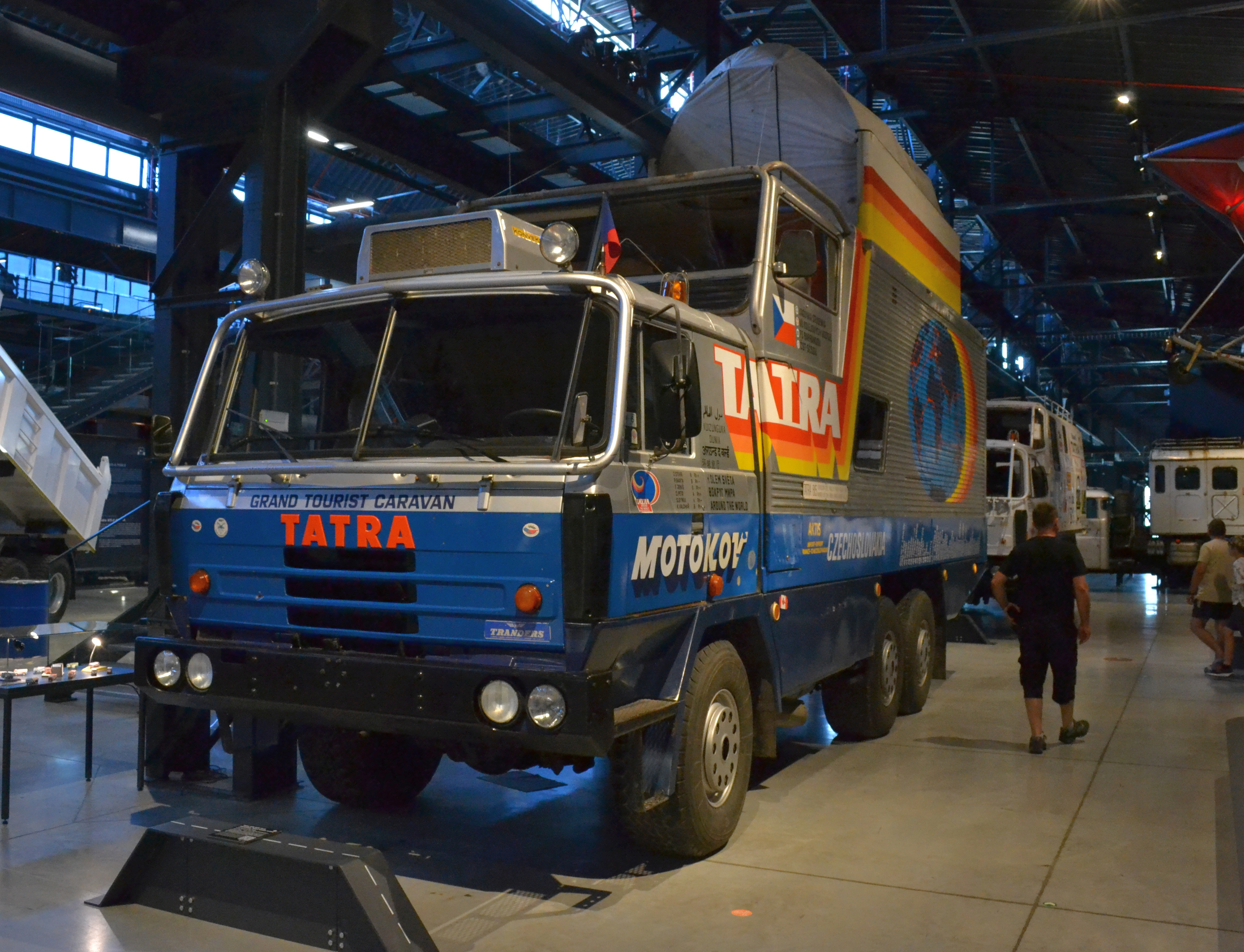
Tatra 815 GTC v Muzeu nákladních automobilů Tatra

Jako hlavní dopravní prostředek po celou dobu sloužil speciální nákladní automobil Tatra 815 GTC, který vznikl ze sériové Tatry 815 a speciální obytné + pracovní nástavby (odtud zkratka – Grand Tourist Caravan). Nástavbu postavila tehdejší Vagónka Studénka podle projektu tamní pobočky Výzkumného ústavu kolejových vozidel. Automobil měl faktická tři podlaží: „Suterén“ s podvozkem, nádržemi pro 2×220 l nafty a 1×400 l vody, úložnými prostory pro náhradní díly, nářadí, 5kW elektrický dieselagregát apod. „Přízemí“ zahrnovalo kabinu řidiče s navazujícími prostorami kuchyňky, pracovny a příležitostné ložnice, na které navazoval uzavíratelný prostor cca 2×1 m obsahující WC a koupelnu, příležitostně přeměnitelnou ve fotokomoru. „Patro“ tvořila otevíratelná nástavba se stanovou konstrukcí čtyř samostatných lůžek. Do útrob této nástavby se vešly i pomocné dopravní prostředky, kterými byly malý moped Babetta, nafukovací člun a dvoumístné motorové rogalo o rozpětí 11 m, které postavilo JZD Červenka ve spolupráci s podnikem Let Kunovice. Automobil byl stavěn od roku 1985, v zimě se však práce zcela zastavily a Tatra putovala do skladu, aby byla v červnu 1986 opět vytažena a ve velkém spěchu dokončována pro účast na MSV Brno 1986, po Vánocích se pak vydala do Paříže coby reklamní doprovod československých kamionů na Rallye Paříž–Dakar 1987.
Technické parametry vozidla: délka 10,0 m, šířka 2,5 m, výška 3,85 m, celková hmotnost plně vybaveného a naloženého vozidla 21 tun. Motor vznětový, vzduchem chlazený vidlicový desetiválec T3-929 o výkonu 208 kW (283 k). Podvozek páteřový s centrální nosnou rourou, třínápravový, s nezávislé zavěšenými koly na výkyvných polonápravách. Brodivost 0,8 m, maximální rychlost 95 km/h.
Naprostá většina vybavení, výstroje a materiálů pro posádku byla ryze československého původu – týkalo se to jak samotného automobilu, tak i třeba kuchyňské varné desky Mora, spotřebičů ETA, elektroniky Tesla, funkčního oblečení Jitex, různé drogerie, nádobí, spacáků, sportovního vybavení atd.
Výjimek z uvedeného pravidla bylo minimum: protože československý průmysl neměl zkušenosti s výrobou nátěrových hmot, schopných odolávat velkému rozmezí teplot a vlhkostí včetně působení agresivní mořské vody, dodalo tyto nátěrové hmoty vývojové oddělení západoněmeckého koncernu Bayer, který se nakonec rozhodl zabezpečit i zdravotnické prostředky a drobné léky. Podobně tomu bylo i v případě (v ČSSR nevyráběného) profesionálního fotografického a filmového vybavení, které nakonec dodaly západní firmy Pentax a Kodak – ten dokonce zabezpečil zpracovatelský servis na všech kontinentech. Z pozdějšího hlediska je neuvěřitelné, že tyto společnosti se většinou spokojily s protiplněním ve formě tiskových konferencí v místě ředitelství.

## Navštívené země
| Afrika - Botswana - Egypt - Keňa - Malawi - Mosambik - Tanzanie - Zambie - Zimbabwe Asie - Čína - Filipíny - Indie - Indonésie - Izrael - Jordánsko - Libanon - Pákistán - Singapur - Sýrie - Thajsko Austrálie a Oceánie - Americká Samoa | - Austrálie - Cookovy ostrovy - Fidži - Francouzská Polynésie - Nový Zéland - Samoa - Tonga - Velikonoční ostrov Evropa - Belgie - Československo - Dánsko - Finsko - Francie - NDR - NSR - Nizozemsko - Norsko - Polsko - Rakousko - Řecko - Sovětský svaz - Španělsko - Švédsko | - Švýcarsko - Turecko Jižní Amerika - Argentina - Bolívie - Brazílie - Ekvádor - Chile - Kolumbie - Paraguay - Peru - Uruguay Severní Amerika - Belize - Guatemala - Honduras - Kanada - Kostarika - Mexiko - Nikaragua - Spojené státy americké |

## Tatra kolem světa 2
V roce 2019 cestovatelé Marek Havlíček a Petr Holeček naplánovali obdobnou cestu s názvem Tatra kolem světa 2, kterou zahájili 22. února 2020 v Praze. Během tří let chtějí najet asi 270 000 km na pěti kontinentech. Celkem 68 zemí má postupně projet až 600 lidí, kteří se mají v expedici střídat, včetně dětí z dětských domovů. V první etapě dlouhé 70 000 km má expedice projet Balkán, Turecko, Írán, středoasijské státy a Mongolsko. Etapa má končit ve Vladivostoku. Po dvouměsíčním přesunu do Chile má za pět měsíců projet 40 000 km Jižní Amerikou. Z Kolumbie pak do Panamy, Střední Amerikou přes USA, Aljašku a Kanadou na Floridu dalších 9 měsíců a 80 000 km. Za dalších 9 měsíců a 80 000 km pak chtějí projet Afriku z Kapského Města přes Namibii a do Maroka. Předběžný rozpočet činí 19–25 milionů korun. Financovat ji chtějí částečně sami, 10 % chtějí od sponzorů, 25 % od účastníků expedice a 5 % ze sbírky na internetu. Použít chtějí speciálně upravený vůz z roku 2005.